# Christine Uhl
Christine Uhl (* 18. Februar 1906 in Cobbel; † 18. Februar 1976 in Bremen) war eine deutsche Pädagogin und Erfinderin des sogenannten Uhl-Bauwagens.

## Leben und Wirken
Christine Hanna Theodora war das zweitjüngste von sieben Kindern des Pastors Ernst Uhl und seiner Ehefrau Mathilde Uhl (geb. Gericke). Nach dem Besuch des Lyzeums absolvierte sie in Bremen die Hortnerinnen-, folgend in Hamburg die Krankenschwester- und in Halle noch die Jugendleiterinnenausbildung. Nachdem sie ihrem Bruder den Haushalt geführt hatte, arbeitete sie für zwei Jahre als Heimleiterin in einem Erziehungsheimen auf der „Sophienhöhe“ bei Jena. Von 1934 bis 1945 leitete Uhl den Seminarkindergarten der Frauenfachschule für sozialpädagogische Berufe in Weimar sowie den zur genannten Ausbildungsstätte gehörenden Hort Falkheim. Ab 1945 war Uhl im Thüringer Ministerium Referentin für das Kindergartenwesen tätig. Vier Jahre später flüchtete sie aus der DDR und zog nach Bremen. Dort leitete Uhl bis zu ihrer Pensionierung, im Jahre 1966, zuerst ein Kinderheim, dann noch zwei Schulkindergärten.
In Bremen entwickelte die Pädagogin ihren Uhl-Bauwagen, der bereits vorher in vereinfachter Form in der Ostzone unter der Bezeichnung Eule auf dem Markt erschien. Er ist eine Weiterentwicklung der 3. und 4. Fröbelschen Spielgabe, gedacht für Kinder ab dem 3. Lebensjahr:
Christine Uhl… sah in den Spielgaben Fröbels eine Aufgabe an unsere Zeit, seine Ideen kindgemäßer und durchdachter zu realisieren, als es ihm selbst gelungen war. Seinen Ansatz nahm sie auf: die Auseinandersetzung des Kindes mit seiner (räumlichen) Umwelt führt am besten zum Ziel, wenn als Spielmittel ganz einfache Formen zur Verfügung stehen, deren gesetzmäßige Strukturen klar zu erkennen sind. Auch wenn die Formen dem oberflächlichen Betrachter allzu einfach und anspruchslos erscheinen, entsprechen sie den Geisteskräften des Kleinkindes, dem die Kompliziertheit unserer Welt erst durchschaubar gemacht werden muß und das dafür eine grundlegende Vorbereitung braucht.
Die Bausteine stehen Länge zu Breite zu Stärke im Verhältnis 4 zu 2 zu 1, entsprechend den Maßen der Fröbel’schen Quader. Dem Bauwagen hinzugefügt ist noch ein Zusatzbaukasten, der Langhölzer in unterschiedlichen Längen zum Überbrücken von z. B. Baulücken und Fenstern enthält. Von den 6 Backsteinbaukästen enthält jeder: 96 Buchenholzbausteine 66,6 × 33,3 × 16,7 mm, 1 Buchenholzkasten 30 × 23 × 8,5 cm, der Zusatzbaukasten 64 halbe Quader 33,3 × 33,3 × 16,7 mm 48 Langhölzer von 2-,3-,4-,5- und 6-facher Quaderlänge, ferner 1 Buchenholzkasten 30 × 47 × 8,5 cm sowie 1 Fahrgestell Maße: 47 × 30 × 47 cm. Über die Bedeutung des Bauens schrieb Uhl:
Das Bauen ist eine besondere Form der kindlichen Raumerforschung, indem das Kind dabei den Raum nicht nur mit seinen Gliedern oder mit Dingen durchmisst, sondern indem es selber Raum schafft. Bauen ist eine spielende Raumgestaltung, in der die Wechselwirkung zwischen Kind und Umwelt ganz besonders fruchtbar und deutlich wird. Das Kind nimmt seine Umwelt, Raum und Dinge, in sich auf, indem es sie umgeformt, umgestaltet, aus sich herausstellt.
Uhl war aber nicht nur die Erfinderin eines Bauwagens, sie entwickelte ein System von Legetafeln, ersann Fadenspiele und anderes Spiel- und Beschäftigungsmaterial, regte eine Reihe von praktischen Spielheften und Sammlungen von volkstümlichen Spielen (Hüpfspiele, Streichholzspiele, Knobeln u. a. m.) an, entwarf Sachbilderbücher und setzte sich insbesondere für eine kindgerechte „Spielpflege“ ein, die mehr beinhaltete als dem Kind genügend Zeit und Raum zum Spielen zu verschaffen.
1969 übersiedelte Uhl nach Todtmoos-Rütte, um aktiv an der dortigen Bildungs- und Begegnungsstätte von Graf Dürckheim mitzuwirken. Als sie schwer erkrankte, wurde sie auf eigenen Wunsch in ein Krankenhaus nach Bremen verlegt, wo sie an ihrem Geburtstag 1976 starb.

## Werke (Auswahl)
- Das Bauen. Ein Weg der Entwicklung des kindlichen Raumerlebens. Weimar 1948.
- Ordnung und Gesetz im Spiel. In: E. Psczolla (Hrsg.): Das Seminar. Heft 1, Witten o. J., S. 3–6.
- Neue Legtafeln. In: E. Psczolla (Hrsg.): Das Seminar. Heft 1, Witten o. J., S. 7–20.
- Ordnung und Gesetz im Spiel. In: Blätter des Pestalozzi-Fröbel-Verbandes. 1950, S. 39–43.
- mit Klara Stoevesandt: Das Bauen mit und Quader. Witten 1961.
- Von Fröbel lernen: Das Bauen mit Würfel und Quader. Bielefeld 1991.